# Il poeta mangiatore di leoni nel covo di pietra

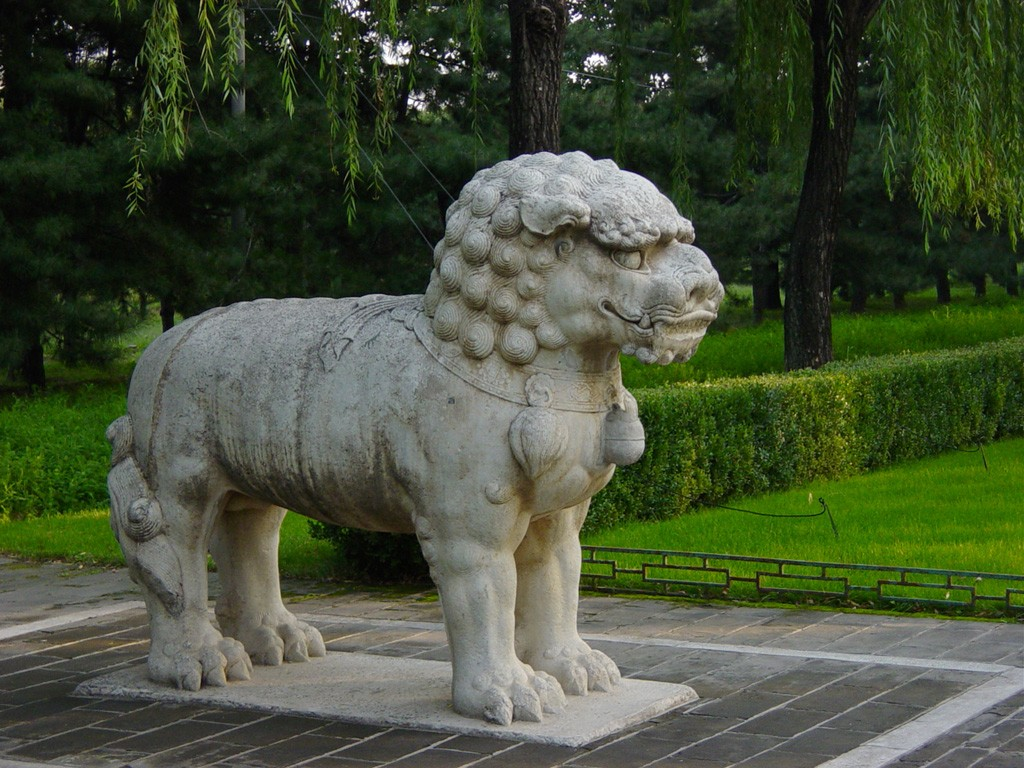
Leone di pietra della dinastia Ming

Il poeta mangiatore di leoni nel covo di pietra (cinese semplificato: 施氏食狮史; cinese tradizionale: 施氏食獅史; pinyin: Shī Shì shí shī shǐ) è un componimento poetico di Yuen Ren Chao (赵元任; 1892-1982), scritto in cinese arcaico.
Se letto in cinese mandarino, o se generalmente trascritto in alfabeto latino, il poema appare come un'eccezionale condensazione di omofonie, tanto che ciascuna parola ha suono shi (sebbene in diversi toni), che di fatto risulta essere l'unico morfema. Erano proprio queste le intenzioni dell'autore, che intendeva dimostrare l'impossibilità di trascrivere efficientemente il cinese utilizzando i caratteri latini.
Il cinese mandarino è una lingua tonale: ciò significa che il significato delle parole viene strettamente determinato dalla variazione di tono di una stessa sillaba. È proprio per questo motivo che nel componimento ciascuna delle 92 sillabe si scrive sì nello stesso modo, ma si pronuncia comunque con toni sensibilmente diversi.